# Hagbard Handfaste
Hagbard Handfaste, (eng. Hägar the Horrible) är en amerikansk tecknad humorserie i dagspressformat. Serien handlar om en vikingahövding (Hagbard) samt hustrun Helga och barnen Loke och Freja. Även ett antal bifigurer till exempel Tur-Ture och Hagbards svärmor förekommer återkommande.
Serien skapades av Dik Browne och lanserades i februari 1973. Efter hans död 1989 fortsatte hans son Christopher serien. Enligt förlaget publiceras serien i 1900 dagstidningar på 12 språk i 56 länder.
Det svenska namnet kommer från Bo Vilsons Harald Handfaste som tecknades för Året Runt under 1940-talet.